# Bernard Hautecloque
 (mars 2023).
Bernard Hautecloque est un historien et écrivain français, né le 6 septembre 1963 à Orsay.

## Biographie
Bien que géographe et linguiste de formation, Bernard Hautecloque est devenu historien. Il a été diplômé de Sciences Po Paris (mention: Défense et Sécurité) en 2004. Ses recherches universitaires portent sur l'histoire politique de l'Italie et de l'Europe Centrale, jusqu'à la Première Guerre mondiale.
Mais il est surtout connu du public par ses biographies des célèbres criminels du passé, comme Antoine-François Desrues, Violette Nozière ou Frédéric Moyse. C'est un des rares écrivains français à se consacrer au "genre littéraire anglo-saxon du true crime, qui rapporte des faits ayant réellement existé", même si son « parti pris de romancer çà et là lorsque l'archive fait défaut » lui est reproché par la critique littéraire.
Il s'en défend, affirmant n'écrire que des histoires vraies et pas de la fiction. Et que si, par nécessité, l'historien doit céder la place, ici ou là, à l'écrivain... ce n'est jamais aux dépens du possible ou du plausible.
Il est, d'autre part, membre de la SFHP (Société Française d'Histoire de la Police), fondateur et trésorier de la « Société des études sur Fouché et son temps ».

## Publications

### Sur l'histoire criminelle
- Épices et Poisons : la vie d'Antoine-François Desrues, l'empoisonneur du XVIIIe siècle, Éditions des Équateurs, Paris, novembre 2009,  (ISBN 978-2-84990-119-9)
- Violette Nozière, la célèbre empoisonneuse des années trente, Éditions Normant, novembre 2010,  (ISBN 978-2-915685-48-0)
- La mise à mort du matador, Éditions Max Milo, janvier 2012,  (ISBN 978-2-315-00311-2)
- Moi Mécislas, voleur, pitre, anarchiste !, Éditions Normant, septembre 2013,  (ISBN 978-2-915685-58-9)
- Les Grandes Affaires criminelles de Haute-Saône et du Territoire de Belfort, Éditions De Borée, janvier 2014,  (ISBN 978-2-8129-0971-9)
- Les Grandes Affaires criminelles du Jura[6], Éditions De Borée, juin 2015,  (ISBN 978-2-8129-1495-9)
- Brigands, bandits, malfaiteurs. Incroyables histoires des crapules, arsouilles, monte-en-l'air, canailles et contrebandiers[7] de tous les temps[8],Éditions De Borée, septembre 2016,  (ISBN 978-2-8129-1973-2)
- Les affaires criminelles non élucidées, Éditions De Borée, juin 2019,  (ISBN 978-2-8129259-9-3)
- Edme-Samuel Castaing et Edmond Couty de La Pommerais, deux médecins empoisonneurs dans le Paris du XIXe siècle, p.252-295, in Poisons et philtres d'amour. Actes de la journée d'études du 6 avril 2019 au château de la Roche-Guyon. Editions de l'œil.  (ISBN 978-2-35137-306-4)

### Sur l'histoire de la Police et de la Justice
- Dictionnaire Fouché, Editions Sutton, janvier 2019, 576 p. (ISBN 978-2813-8134-11)
- Juillet 1893. Le Mai 68 de la IIIe République, Éditions du Félin, coll. « Histoire & sociétés », novembre 2020, 117 p. (ISBN 978-2866-4592-46)
- La République face à la rue, une histoire du maintien de l'ordre[9]. De la Commune à la Grande Guerre (1871-1914), Editions du Félin, novembre 2022, 204 p.  (ISBN 978-2866-4598-40)
- La République face à la rue. La crise de Février 34 (1929-1936), Editions du Félin, mai 2023.  (ISBN 978-2866-4599-94)

### Sur l'histoire politique
- L'irrédentisme italien dans l'Empire austro-hongrois (1866-1915)[10], Editions de l'Université Grenoble Alpes, novembre 2023, 392 p. (ISBN 978-2-37747-422-6)

#### Ouvrages collectifs
- (it) Scipio Slataper, il suo tempo e la sua città, Istituto giuliano di Storia e Cultura, 2013 (ISBN 978-8890852619), « Aspeti e episodi della questione universitaria italiana negli ultimi anni dell'Impero asburgico », p. 83-112
- (it) Profeti inascoltati. Il pacifismo alla prova della Gran Guerra. Miscellanea di studi, Istituto giuliano di Storia e Cultura, 2015, « Le forze ostili alla guerra in Francia prima del 1914. Storia di uno smacco? », p.87-102
- (it) L'Irredentismo armato davanti alla guerra, edizioni Quaderni di Qualestoria, 2014  (ISBN 978-88-98796076), "Alsazia-Lorena, territori contesi", p.325-350